# 慧济禅寺
慧济寺，又稱佛頂山寺，创建于明代，位於中国浙江舟山普陀山，坐落在佛顶山山巅的右上方，为普陀山三大寺之一。

## 历史
明朝僧人圆慧初创慧济寺。清光绪三十三年（1907年），僧人德化请得《大藏经》，此后又经过僧人文正的大力建造，遂成巨刹，与普济寺、法雨寺并称普陀山三大禅寺。
文化大革命期间（1966-1976年），被拆去禅堂700余平方米，殿宇荒芜，佛像被毁，寺庙由部队进驻。
改革开放后，1979年10月，驻军腾退，1980年开始，由普陀山佛协集资全面修复，重塑佛像。

## 结构
这些建筑雕梁画栋，工艺精致。慧济寺虽然修建较晚，规模也不大，但其布局却独具特色。主体建因山制宜，灵活地安排在一条横轴线上，打破了中国传统建筑中轴对称的布局。这些建筑错落有致，加上曲折的红墙，幽深的甬道，使人领略到佛门的清净幽邃，极富宗教气氛的神秘感。